# Al-Nuri-moskee
De al-Nuri-moskee (Arabisch: جامع النوري, Ǧāmiʿ an-Nūrī) of Grote Moskee is een moskee in het centrum van de Iraakse stad Mosoel. De moskee werd gebouwd in de 12e eeuw en stond bekend om zijn scheefstaande minaret, bijgenaamd al-Hadba ("de bochel"). In 2017 is de moskee vernietigd door ISIS, maar met de steun van de UNESCO wordt hij weer heropgebouwd. In 2025 kwam de minaret gereed.

## Geschiedenis
De al-Nuri-moskee zou naar verluidt in de periode 1172-1173 zijn gebouwd door Nur ad-Din, een atabeg van het Seltsjoekenrijk. Volgens een kroniek nagelaten door Ali Ibn al-Athir heeft Nur ad-Din zijn neef Fakhr al-Din opdracht gegeven om de moskee te bouwen. In de loop der tijd is de moskee vaak gerenoveerd. Anno 2017 waren alleen de scheve minaret, enkele pilaren en de mihrab nog origineel.

### Minaret
Toen Ibn Battuta in de 14e eeuw Mosoel bezocht, stond de minaret al scheef en had ze ook al haar bijnaam, die sindsdien altijd is gebleven. In 1942 werden de moskee en de bijbehorende madrassa volledig ontmanteld en opnieuw in elkaar gezet, waarbij de minaret echter in zijn oorspronkelijke middeleeuwse staat behouden bleef. In de jaren 70 en 80 probeerde men de basisstructuren van de minaret stabieler te maken, om te voorkomen dat ze op den duur zou omvallen. De situatie verergerde echter door bombardementen tijdens de Irak-Iranoorlog; de bodem onder de minaret verzwakte doordat ondergrondse leidingen werden geraakt en begonnen te lekken. Ook thermische expansie, waardoor de bakstenen begonnen uit te zetten, speelde mogelijk een rol bij de verzwakking van de minaret. De minaret werd op 21 juni 2017 vrijwel volledig verwoest, alleen de voet en een klein deel van het onderste gedeelte bleven behouden.

### Verwoesting
Eind juni 2014 nam Islamitische Staat Mosoel in en werd de moskee met vernietiging bedreigd. Er werd een mensenketting gevormd om het gebouw te beschermen. Op 21 juni 2017 werd de moskee alsnog vernietigd. Dit gebeurde tijdens de Slag om Mosoel, toen de oprukkende coalitie de plek – het laatste deel van de stad dat nog in handen was van IS – steeds meer naderde.

### Heropbouw
In februari 2018 lanceerde UNESCO het "Revive the Spirit of Mosul" project voor het herstel van de stad, en in december 2018 werd de eerste steen gelegd voor de wederopbouw van de moskee. De minaret was in 2025 als eerste gerestaureerd.